# Driehauser Steine

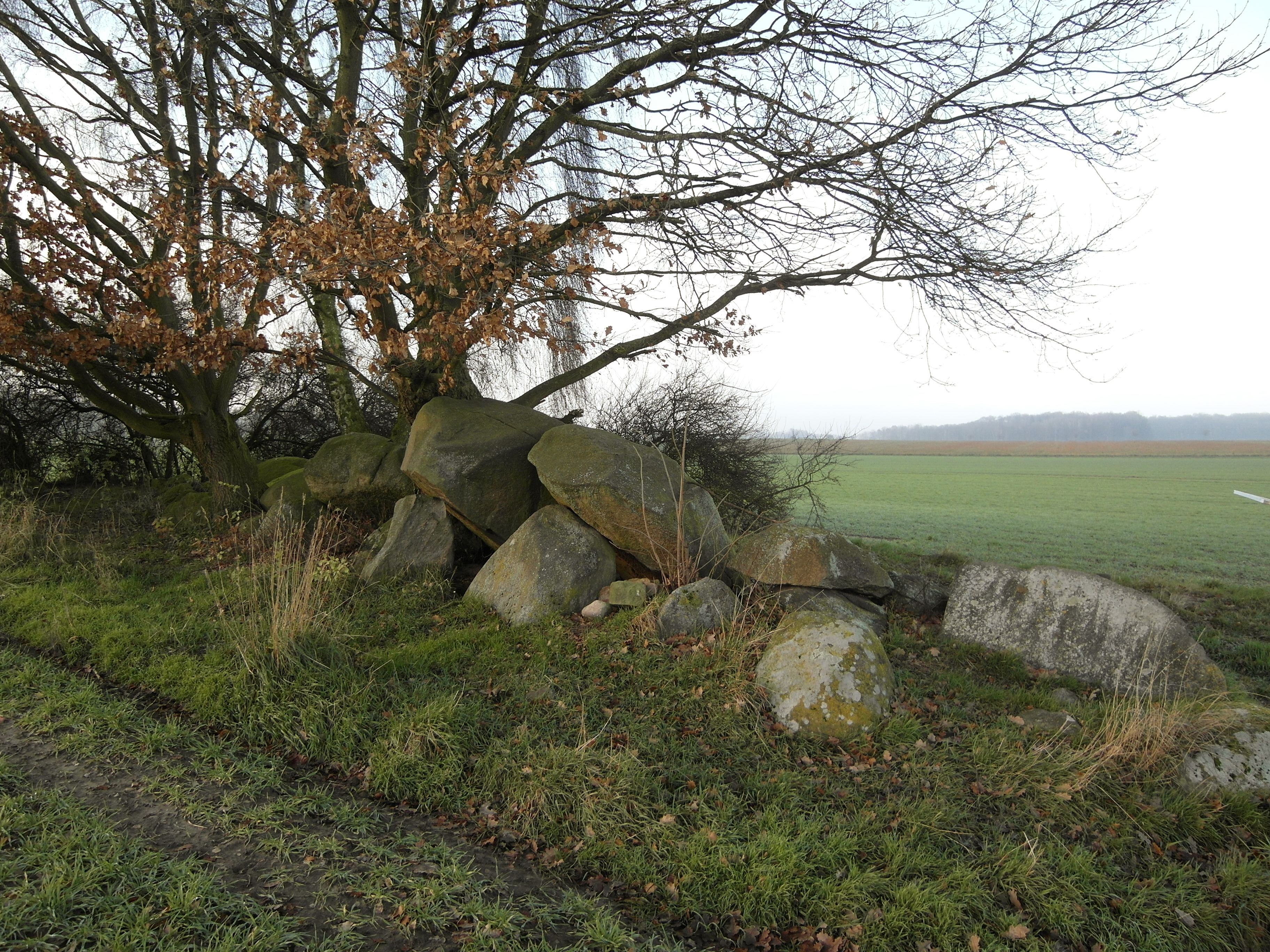
Dreihauser Steine

Het hunebed Driehauser Steine (ook wel Großsteingrab Schwagstorf I genoemd) ligt op de Oelberg, ten westen van de Driehauser Feldstraße en ten zuidwesten van Schwagstorf in Ostercappeln (Landkreis Osnabrück, Nedersaksen). 
Het megalitische bouwwerk uit het neolithicum is tussen 3500 en 2800 v.Chr. gebouwd en behoort tot de Trechterbekercultuur. Het hunebed is onderdeel van de Straße der Megalithkultur. Het bouwwerk is ook bekend als Sprockhoff-Nr. 903. 

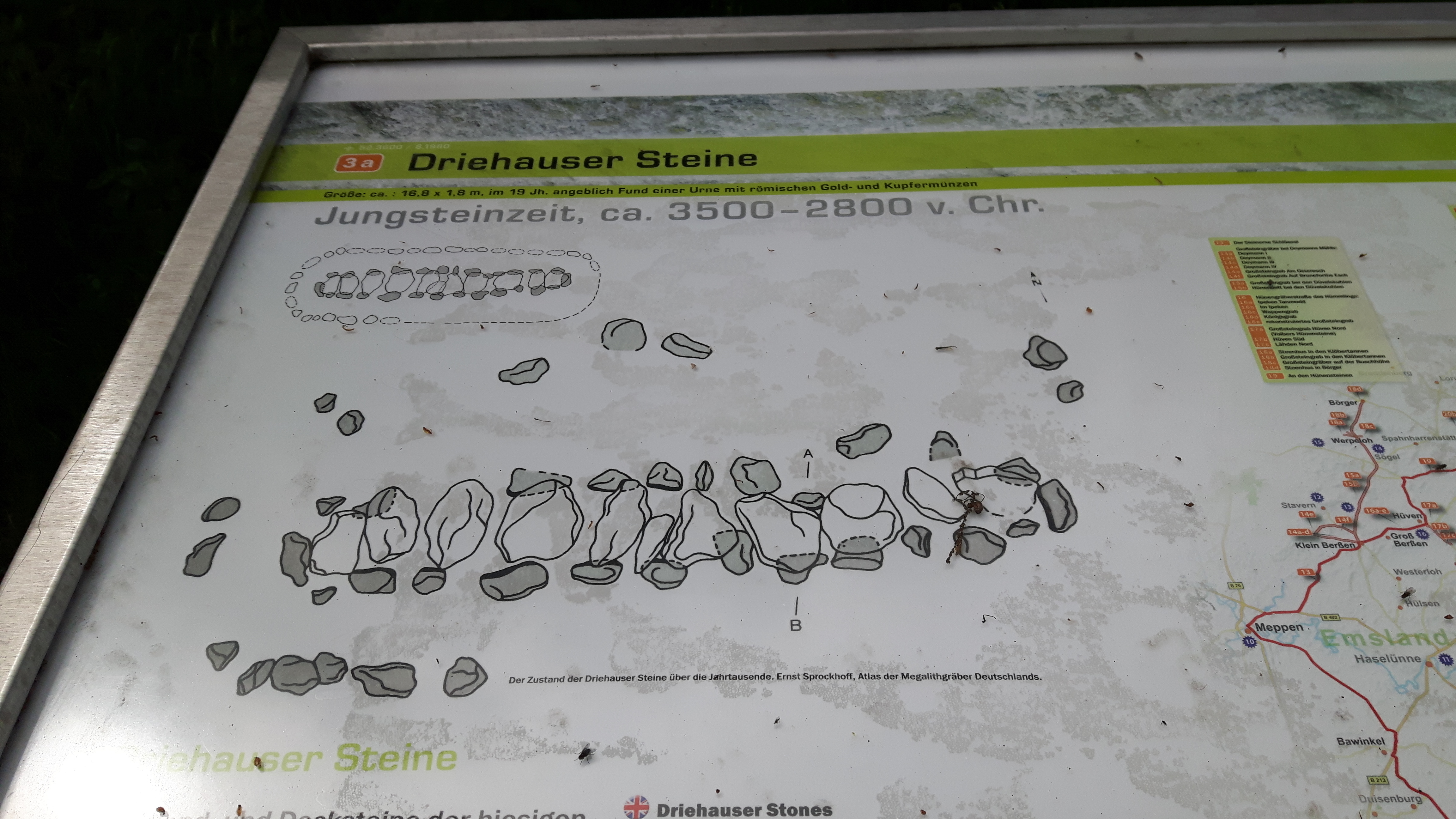
Plattegrond op het informatiebord bij het hunebed

Het relatief goed bewaarde, ongeveer 16,8 meter lange en 1,8 meter breede, hunebed is van het type Emsländische Kammer. Het is een dubbel-trapezoïde ganggraf met elf dekstenen (waarvan twee stenen zo'n veertig napjes bevatten, zie napjessteen).
De meeste draagstenen en resten van een dekheuvel zijn bewaard gebleven. Er zijn ruim 1 centimeter diepe inkepingen aangetroffen in de stenen van het hunebed. Deze zijn, in tegenstelling tot de springgaten die in de 19e eeuw zijn aangebracht in diverse hunebedden in Europa, bijna net zo oud als het hunebed zelf. Dit soort stenen worden napjesstenen genoemd.
In opdracht van de graaf van Münster werd in 1907 een opgraving uitgevoerd. Daarbij kwamen 125 potten van klei, 38 pijlpunten, 16 stenen bijlen en parels van barnsteen tevoorschijn. In de 19e eeuw zouden twee romeinse gouden munten en een koperen munt in een urn zijn gevonden.